# ナスカカツオドリ
ナスカカツオドリ（ナスカ鰹鳥、Sula granti）は、カツオドリ目カツオドリ科の1種であり、東太平洋において、主にガラパゴス諸島のエコツーリズムやクリッパートン島で観察される。バハ・カリフォルニア沖のレビジャヒヘド諸島が繁殖域の最北西端であるともいわれる。

## 分布
東太平洋のバハ・カリフォルニア沖からガラパゴス諸島にかけて分布する。
メキシコ、エルサルバドル、コロンビア、エクアドル、ペルーに生息しており、グアテマラの情報は不明。フランス領ポリネシアでは迷鳥。

## 分類
ナスカカツオドリは、以前にはアオツラカツオドリの1亜種ガラパゴスアオツラカツオドリ (Sula dactylatra granti) とされていたが、現在は別種として認められている。ナスカカツオドリとアオツラカツオドリは生態学的、形態学的のみならず、ミトコンドリアDNAのシトクロム b (Cytochrome b) の配列データに関して異なる。
ナスカカツオドリはクリッパートン島においてアオツラカツオドリとともに生息しており、めったに交雑しないとも考えられる。

## 形態
全長81-92cm、翼開長152cm。体色は白色で、風切羽、大雨覆、尾は黒い。くちばしは橙黄色、足は灰色。顔面の皮膚は暗黒色で、虹彩は黄色い。雌雄ともよく似るが、雌のほうがわずかに大きくて、くちばしの色は鈍い。幼鳥は上面褐色、胸から下面は白色で、くちばしは黄色みを帯びた鈍色。

## 生態

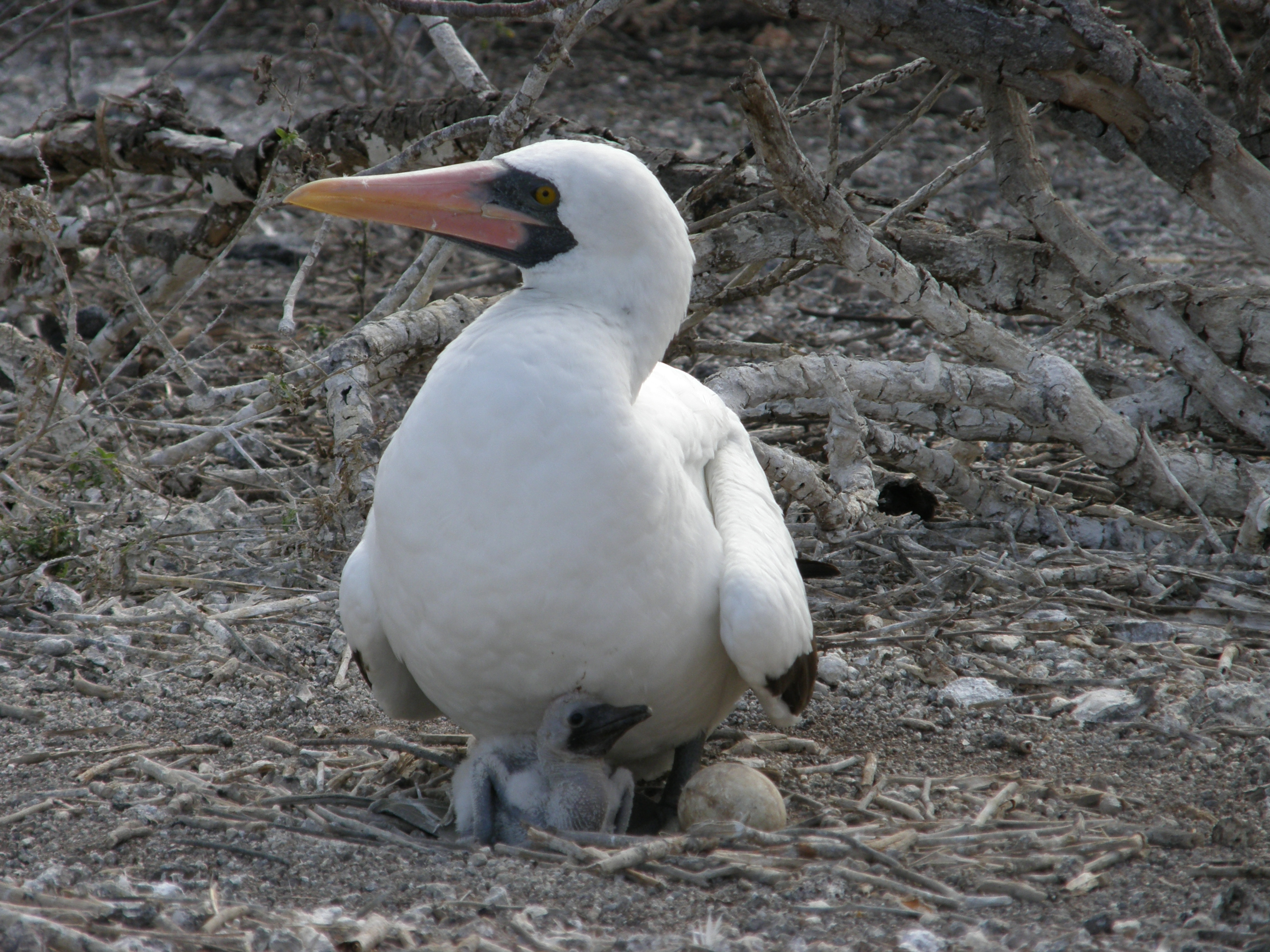
雛と孵化前の卵とともにいる成鳥

ナスカカツオドリは、兄弟姉妹殺しを果たすよう行動することで知られる。数日をおいて2個の卵を産み、両方の卵が孵化すると、早く孵った雛は巣の場所の外にその兄弟姉妹を押し出し、一方の雛は渇きや寒さで死に至る。親鳥は干渉せず、必然的により幼い雛が死ぬことになる。2個の卵は、もう1個が破壊されたり食べられたりするか、雛が孵化後すぐに死んだ場合の保険として、1つが残るように産むと考えられる。PLoS ONE （2008年6月18日）に発表された研究では、生物学者は、孵化したての雛にみられるテストステロンとアンドロゲンが極端に高い値を示すことと関連づけている。その研究によると、高いホルモンの値はまた、生き残った雛が成長して虐めるような行動をとる要因となる。
繁殖に失敗した成鳥は、しばしばコロニーで雛を探し出しては訪れた際にしばしば突いたり、羽づくろいをして雛と交接しようとする。この振る舞いは、親鳥でなく訪れる成鳥 (Non Parental Adult Visitor, NPAV) として知られているが、この行動の理由は十分に解明されていない。

## 画像

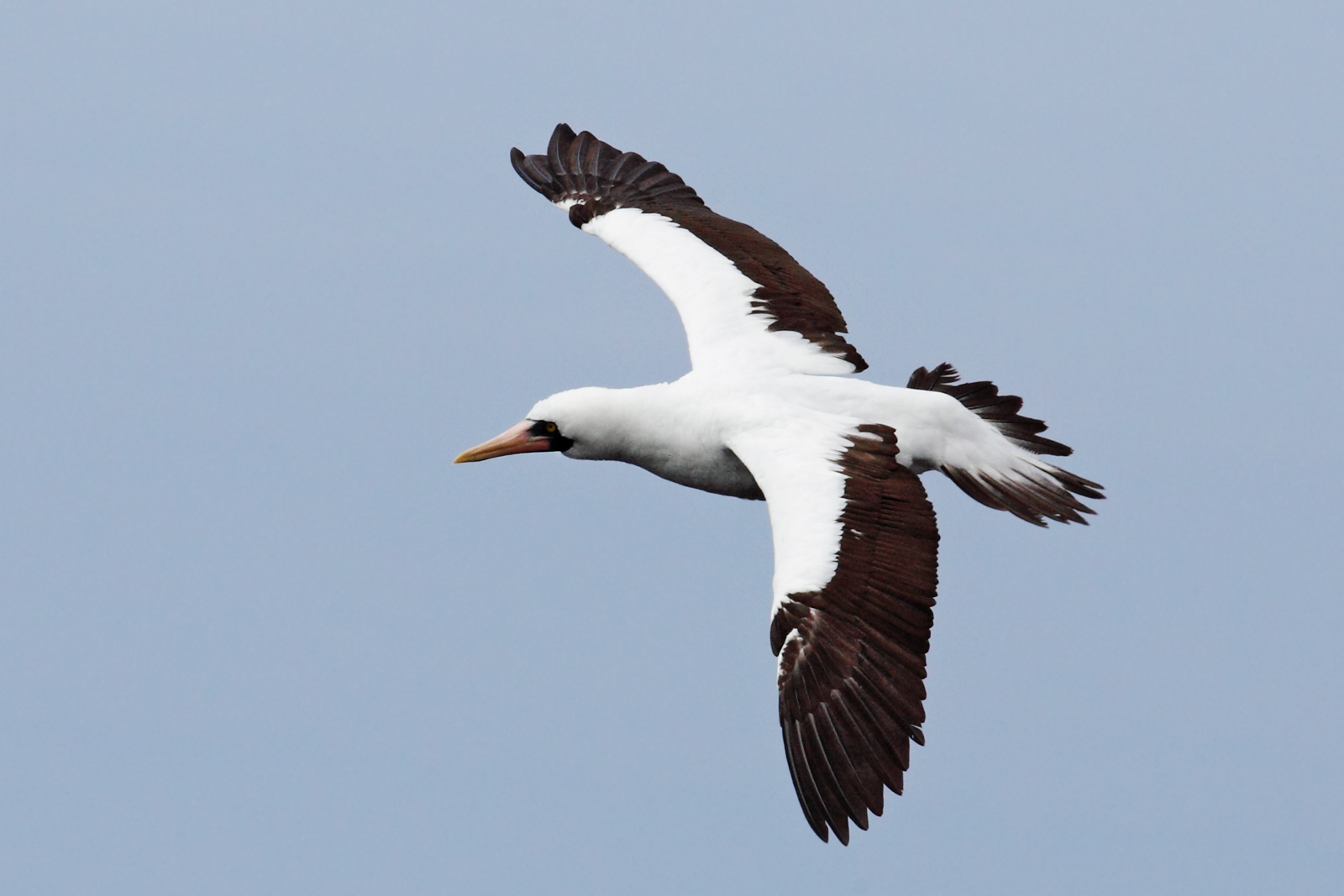
上面
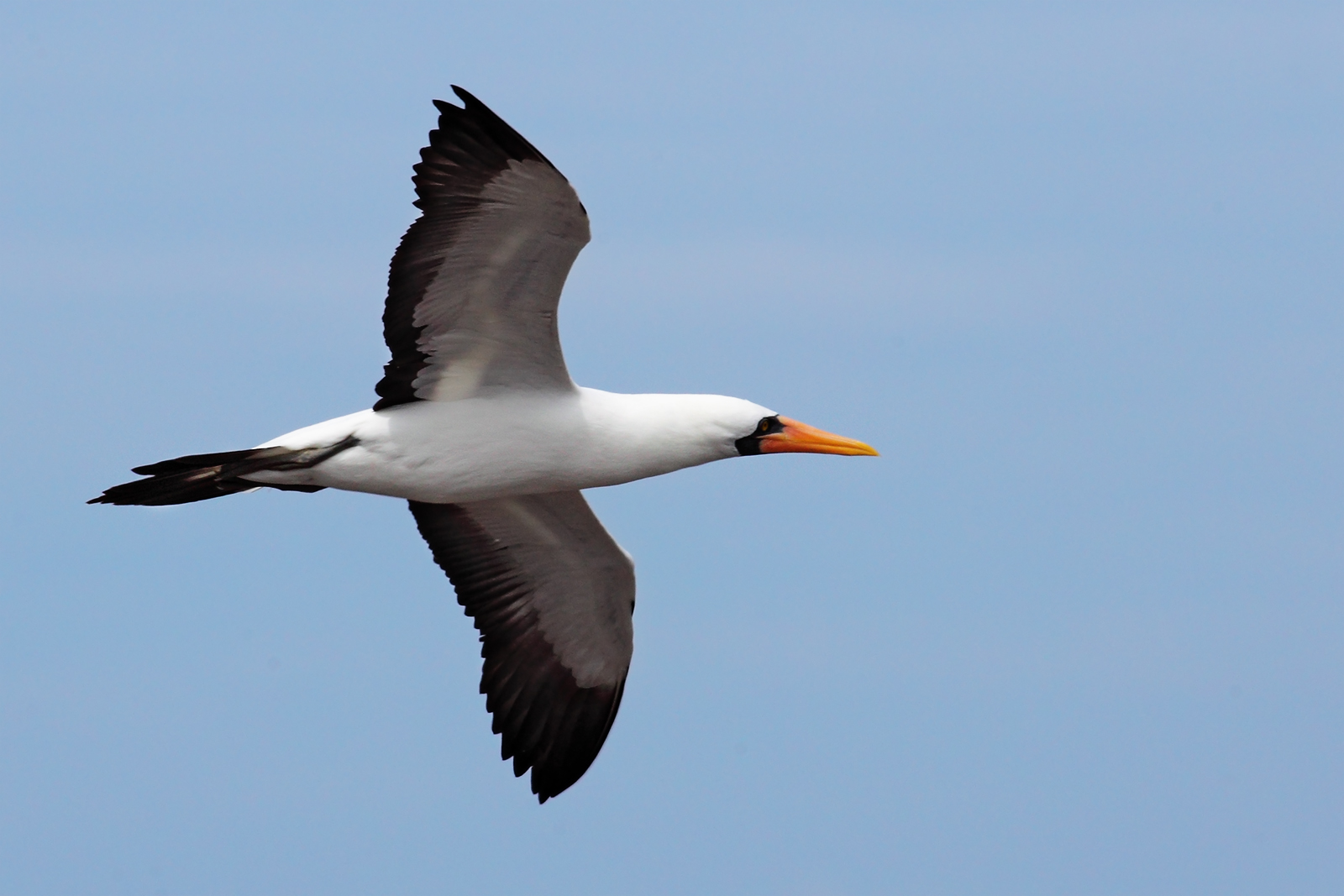
下面
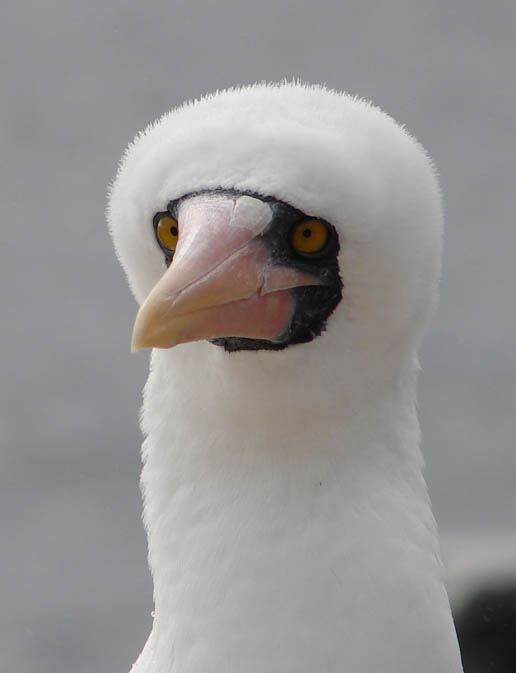
頭部前面